# سری‌دیوی ویجی‌کومار
سری‌دیوی ویجی‌کومار (به انگلیسی: Sridevi Vijaykumar) (زاده ۲۹ اکتبر ۱۹۸۶) بازیگر هندی است.
از کارهای معروف او می‌توان به بازی در فیلم من یک فرشته دیدم و ویرا اشاره کرد.